# Thomas Reiter
Thomas Arthur Reiter (* 23. května 1958 v Frankfurtu nad Mohanem, Hesensko, Německo) byl původně vojenský letec, od května 1992 je astronautem oddílu ESA. Na přelomu let 1995/96 absolvoval půlroční kosmický let v 20. základní posádce (EO-20) stanice Mir, roku 2006 strávil opět půl roku na Mezinárodní vesmírné stanici (ISS) jako člen Expedice 13/Expedice 14. S 350 dny v kosmu drží evropský rekord v délce pobytu ve vesmíru.

## Život

### Mládí
Thomas Reiter pochází z Frankfurtu nad Mohanem, po gymnáziu nastoupil na vojenskou Univerzitu v Neubibergu, roku 1982 získal titul magistra v oboru aerokosmických technologií. Poté sloužil ve vojenském letectvu jako pilot.

### Astronaut
V květnu 1992 byl v 2. náboru ESA zařazen do oddílu astronautů ESA. V květnu 1993 byl s Christerem Fuglesangem vybrán k letu na ruskou stanici Mir v rámci programu Euromir. Od srpna téhož roku ve Středisku přípravy kosmonautů (CPK) v Hvězdném městečku procházel kurzem všeobecné kosmické přípravy, od července 1994 přípravou ve skupině, v březnu 1995 byly určeny posádky programu Euromir. Reiter byl zařazen do hlavní posádky (s Jurijem Gidzenkem a Sergejem Avdějevem.

### První let
Gidzenko, Avdějev a Reiter odstartovali 3. září 1995 do vesmíru na palubě Sojuzu TM-22. Převzali stanici od předešlé 19. základní posádky (Anatolij Solovjov, Nikolaj Budarin) a na půl roku osídlili stanici. V listopadu přijali návštěvu raketoplánu Atlantis (let STS-74). V únoru 1996 je vystřídali členové 21. základní posádky. Gidzenko, Avdějev a Reiter přistáli v Kazachstánu 29. února 1996 po 179 dnech, 1 hodině a 42 minutách letu.

### Mezi lety
Od 1996 v CPK procházel doplňkovým výcvikem a v červenci 1997 získal kvalifikaci velitele přistávacího modulu Sojuzu TM. Od srpna 1997 do března 1999 se vrátil do Bundeswehru a velel operativní letecké skupině. V červnu – říjnu 1999 absolvoval stáž v CPK, v průběhu které se seznámil s ruským segmentem ISS, v lednu – únoru 2003 si v další stáži osvojil velení přistávacímu modulu Sojuzu TMA.

### Druhý let
V dubnu 2005 byla mezi Roskosmosem a ESA podepsána dohoda o letu astronauta ESA (Reitera) na ISS, původně měl startovat v září 2005 (let STS-121) a vrátit se v březnu 2006 (let STS-116). Po odkladech nakonec raketoplán Discovery (STS-121) odstartoval až 4. července 2006. Reiter pracoval na ISS v rámci Expedice 13, od září 2006 Expedice 14. Vrátil se raketoplánem Discovery (let STS-116), přistál 22. prosince 2006 po 171 dnech, 3 hodinách a 54 minutách letu.

### Manažer
Z oddílu astronautů ESA odešel v létě 2007, současně s odchodem byl jmenován členem rady ředitelů německé kosmické agentury DLR (Deutsches Zentrum fur Luft- und Raumfahrt).